# Götz George
Götz Karl August George, född 23 juli 1938 i Berlin, död 19 juni 2016 i Hamburg, var en tysk skådespelare. Han var son till skådespelaren Heinrich George och skådespelerskan Berta Drews.
Han är i Tyskland huvudsakligen känd för sin roll som kriminalkommissarie Horst Schimanski i TV-serien Tatort.

## Filmografi i urval
- 1964 – Herrefolket
- 1984 – Hiss nr. 7
- 1988 – Nio liv
- 1992 – Schtonk!
- 1995 – Der Totmacher
- 1997 – Rossini

## Priser och utmärkelser
- 1962 – Bambipriset
- 1984 – Bambipriset
- 1992 – Goldene Kamera
- 1992 – Bambipriset
- 1995 – Bayerska filmpriset
- 1995 – Volpipokalen för bästa manliga skådespelare
- 2001 – Goldene Kamera